# Valle-di-Rostino
Valle-di-Rostino (en cors E Valle di Rostinu) és un municipi francès, situat a la regió de Còrsega, al departament d'Alta Còrsega. L'any 1999 tenia 83 habitants.

## Demografia
| 1962 | 1968 | 1975 | 1982 | 1990 | 1999 |
| ---- | ---- | ---- | ---- | ---- | ---- |
| 109  | 131  | 115  | 108  | 83   | 83   |

## Administració
| Període   | Identitat                  | Partit | Qualitat |  |
| --------- | -------------------------- | ------ | -------- |  |
| 2001-2008 | Jean-Noël Leschi           |        |          |  |
| 2008      | Charles François Rongiconi |        |          |  |